# Olivier Knupfer
Olivier Knupfer, né le 13 mai 1965 à Sierre en Suisse, est un karatéka, entraîneur et préparateur mental suisse.

## Biographie
Ancien compétiteur d’élite, il a remporté 11 titres de champion suisse individuel, a été médaillé à cinq reprises aux championnats d’Europe et totalise 28 médailles internationales au cours de sa carrière. Il a représenté la Suisse lors de trois éditions des championnats du monde de karaté (1984 à Maastricht, 1986 à Sydney et 1990 à Mexico), ainsi qu’à deux Coupes du monde. Il a atteint à trois reprises les quarts de finale mondiaux, notamment en 1990 à Mexico où il est classé no. 5 mondial « toutes catégories ». Olivier Knupfer a été classé parmi les 8 meilleurs athlètes mondiaux de karaté de 1984 à 1991.
Depuis 1994, il dirige le Karaté Club Valais, qu’il a transformé en l’un des clubs les plus titrés de Suisse. Le club compte plus de 500 membres, répartis dans 12 dojos en Valais,.
Parallèlement, Olivier Knupfer est devenu un préparateurs mental sollicité en Suisse et à l'étranger. Il intervient dans de nombreuses disciplines sportives, notamment le karaté, le ski alpin, le golf, l’athlétisme, le football, le hockey sur glace, le tennis et l’équitation. Son approche de la préparation mentale, inspirée des arts martiaux, vise à optimiser les performances sportives dans des contextes de haute compétition,.

## Champion international de karaté
Dans sa carrière sportive, il participe à 437 combats dont 407 victoires.

### Palmarès
- 11 fois champion suisse individuel
- 5 fois médaillé européen
- 28 fois médaillé international
- 3 fois quart de finaliste mondial
- Quart de finaliste aux championnats du monde (toutes catégories) de Mexico 1990
- 2 fois vainqueur de l'International Masters Meeting
- No. 5 mondial (toutes catégories) 1990
- Classé parmi les 8 meilleurs mondiaux 1984-1991
- Capitaine de l'équipe suisse de karaté pendant 7 ans
- Champion suisse par équipe élite 1993-1994
- 437 combats, 407 victoires

- 7e Dan de karaté[8],[9]

- 3e degré de kick boxing[1],[7],[10]

## Préparateur mental et entraîneur d’athlètes d’élite
Il travaille tant avec des athlètes accomplis que de jeunes talents issus de nombreuses disciplines sportives, notamment le karaté, le ski alpin, le golf, l’athlétisme, le football, le hockey sur glace, le tennis, la lutte et l’équitation .
Il accompagne actuellement plusieurs sportifs de haut niveau, notamment :
- En ski alpin, les skieurs de coupe du monde Loïc Meillard[12] (champion du monde de slalom depuis février 2025[13])[14],[15],[16].

- En karaté, Elena Quirici[17], multiple championne d’Europe, vice-championne du monde en titre[18],[19] et actuellement classée numéro 1 mondiale au classement WKF[20], en complément du travail mené par son entraîneur principal [21]. Olivier Knupfer entraîne et a entraîné plusieurs athlètes internationaux issus du Karaté Club Valais[22], dont Kujtim Bajram, qu’il a préparé pour les Championnats du monde 2014 à Brême où l’athlète a remporté la médaille de bronze dans la catégorie des -67 kg[23],[24],[25],  Jean-Baptiste Dayer, qui a participé aux championnats d'Europe juniors à Sotchi, en Russie[26], Iliana Bartolotta et Gaétan Délétroz. Olivier Knupfer travaille actuellement avec Swan Lorenz, numéro 2 mondial junior en karaté, en collaboration avec son ancienne athlète Iliana Bartolotta, devenue responsable du team compétition[27],[28].

- En athlétisme, le perchiste Valentin Imsand, détenteur du record suisse du saut à la perche avec une performance de 5,72 mètres réalisée en février 2025 à Macolin[29],[30].

- En football, plusieurs jeunes talents. Il a collaboré avec des joueurs de la première équipe du FC Sion[31], notamment Vincent Rüfli[32] et Oussama Darragi[33],[34], ainsi qu’avec l’entraîneur Gennaro Gattuso[35]. Il a intégré des techniques issues du karaté dans les séances de préparation physique du club, avec pour objectif d’améliorer la combativité, la concentration et la vivacité des joueurs. En raison de son rôle de soutien auprès de certains joueurs, il a été surnommé « Supernanny » par la presse[34],[36].

Son approche du coaching est régulièrement citée dans les médias suisses, notamment par la RTS, Rhône FM, Canal 9,, 24 heures, Le Matin Dimanche ou encore Le Nouvelliste,. En mai 2024, à l’occasion des quarts de finale du Championnat du monde de hockey sur glace, Olivier Knupfer a été cité dans Le Temps pour son expertise sur la préparation mentale en situation de haute pression et sa capacité à aider les athlètes à se recentrer sur leur jeu malgré les enjeux et la pression publique.

## Activités pédagogiques et en entreprise
En dehors du sport de haut niveau, Olivier Knupfer propose également du coaching mental en milieu scolaire, ainsi qu’auprès d’entreprises et de clubs d’entrepreneurs. Il anime des sessions sur la gestion du stress, la performance ou encore la concentration, dans des contextes pédagogiques et professionnels variés.

## Mérites et récompenses
Il a reçu comme récompenses :
- Mérite d'argent de la Fédération Suisse de Karaté
- Mérite Dirigeant Valaisan - AVJS
- 11 fois sportif méritant de la ville de Sion
- Mérite d’athlète d’honneur de la ville de Sion 1995
- Entraîneur Jeunes Talents de l'année 2007 - Association Suisse du Sport
- Mérite sportif valaisan en tant que dirigeant 2005
- Mérite sportif valaisan de la valeur sportive, pour la transmission, avec son père Jean-Claude Knupfer[9] (2024)[44]

## Formation
Olivier Knupfer est entraîneur Swiss Olympic et détient un diplôme fédéral d’entraineur de sport d'élite de la Haute école fédérale de sport de Macolin, l’un des principaux centres de formation sportive en Suisse et un brevet fédéral d'Entraineur Jeunes Talents de la Haute École Fédérale de Sport de Macolin. Il détient également un diplôme de manager du sport de l’Institut de Hautes Études en Administration Publique (IDEHAP). 
Olivier Knupfer est également titulaire du diplôme professionnel PGA Class AA, délivré par la Professional Golfers' Association et reconnu pour l’enseignement et le coaching de golf de haut niveau.